# ゲラン・シシェリ

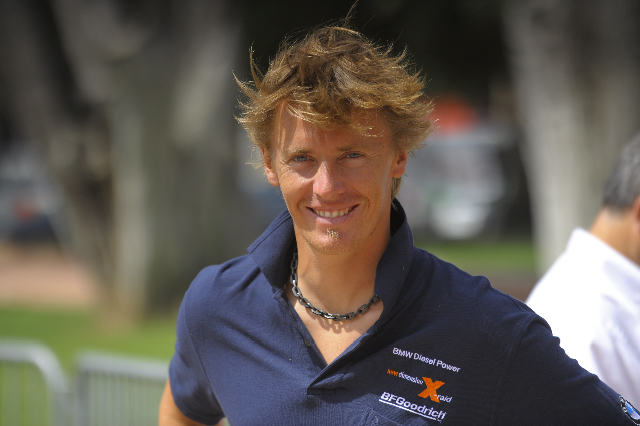
2009年

ゲラン・シシェリ（Guerlain Chicherit、1978年5月20日 - ）は、フランス・パリ出身のスキー選手、ラリードライバー、スタントドライバー、実業家。
4度スキーフリーライディングの世界選手権タイトル（1999、2002、2006、2007）を、1度クロスカントリーラリー・ワールドカップのタイトル（2009年）を獲得した。
GCKおよびGCKモータースポーツ（GCコンペティション）の創設者。
姓は「チシェリ」「チチェリット」「シセリ」などの表記揺れがある。

## 経歴
まだスキー選手だった頃の2001年に、シトロエン・サクソT4でラリーデビュー。2003年にはシトロエンの契約ドライバーとなり、サクソによるシトロエンのチャレンジカップを戦った。
2004年にはJWRC（ジュニア世界ラリー選手権）へサクソやシトロエン・C2で参戦。ナビは同じフランス人で後にナッサー・アルアティヤと組むことになるマシュー・ボウメル。トラブルが連発し、完走すらままならなかったが、最高4位を獲得した。しかしセバスチャン・ローブという天才の存在に、居場所の確保が難しいと感じたシシェリはラリーレイドへと転向する。

### ラリーレイド

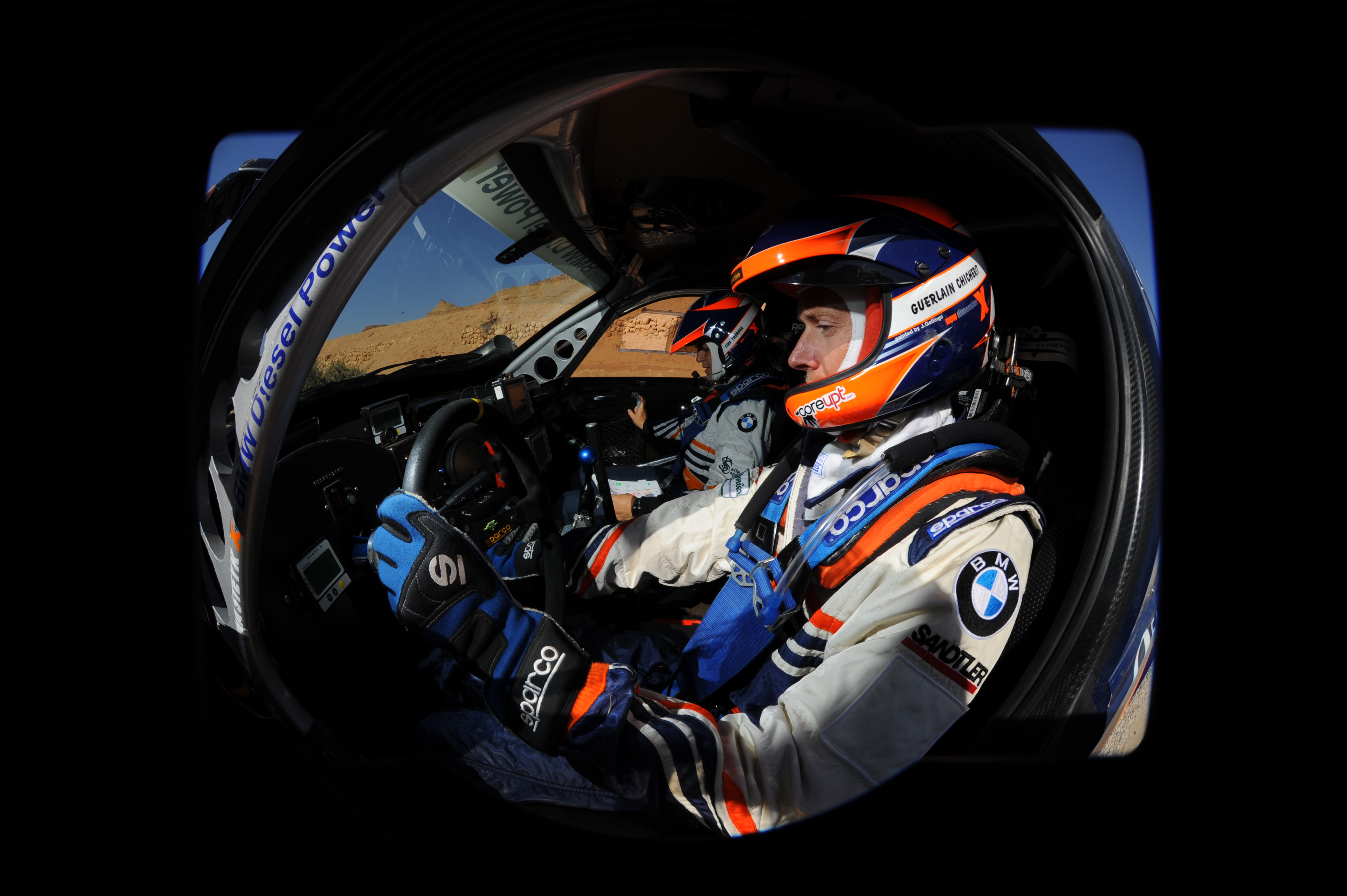
2009年BMW・X3 CCのコックピット内より

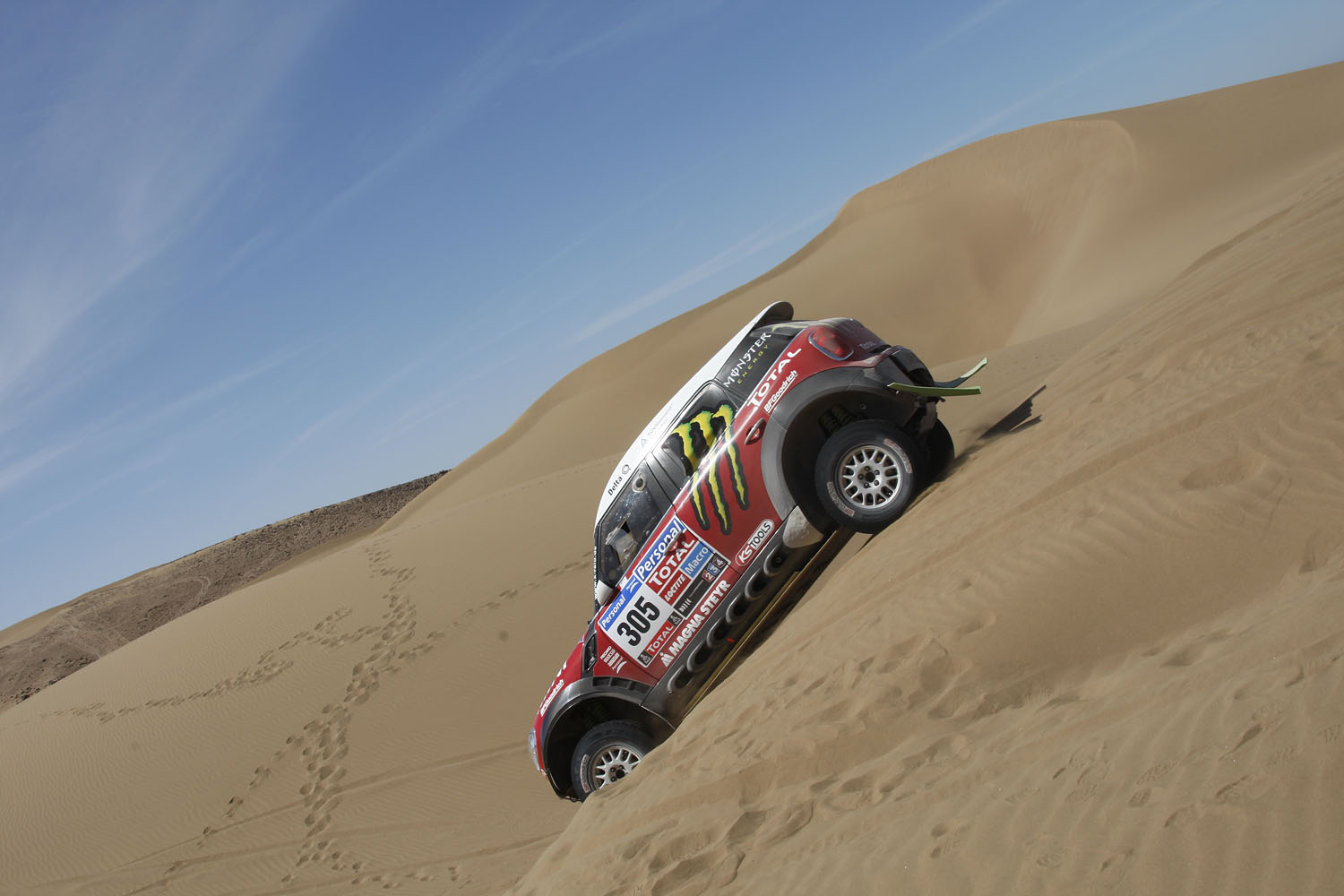
Mini・All4 Racingで参戦（2011年）

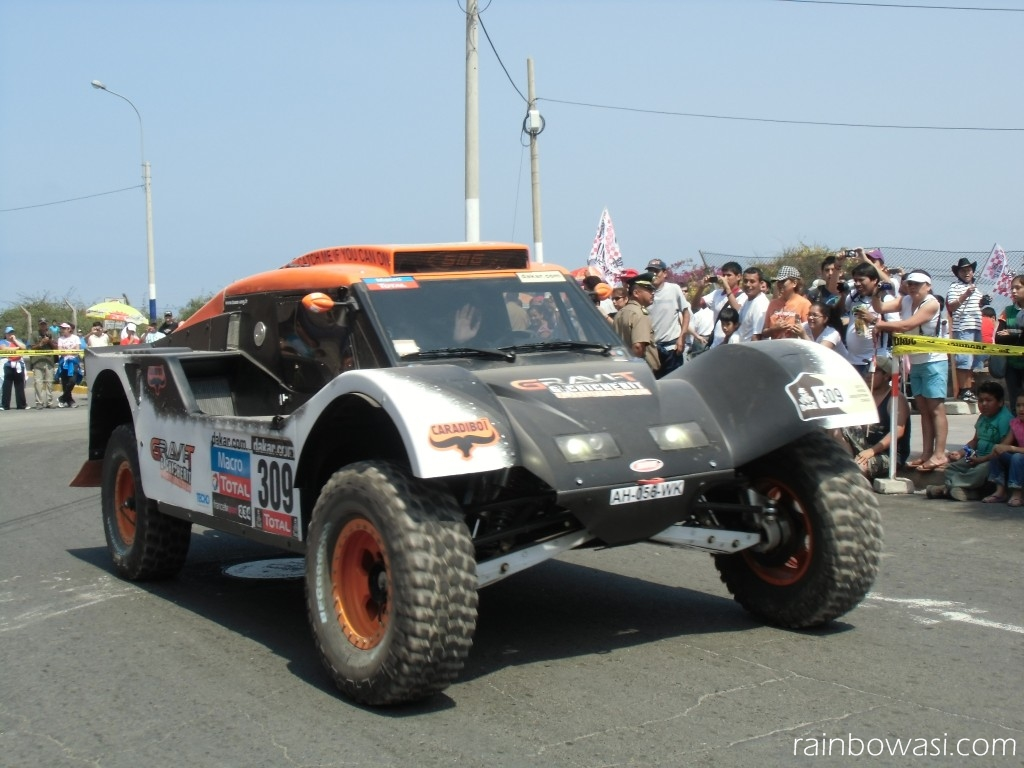
SMGバギーで参戦（2013年）

2005年に日産車でボウメルとともにダカールにデビュー。総合49位で完走。
2006年からX-raidのBMW・X3 CCをドライブし、総合9位でフィニッシュ。以降もX-raidのレギュラーとして活躍し、2009年に女性のティナ・ターナーをナビとして、クロスカントリーラリー・ワールドカップのタイトルを制覇した。2010年ダカールでは自己最高の5位でフィニッシュした。
2011年からX-raidは車両のデザインをMiniに切り替えた。しかし総合9位の状態で休息日の修復を終えてマシンをチェックする最中にシシェリはミスでマシンを3回転させる事故を起こした。チーム代表のスヴェン・クワントは激怒して修復の余地を与えずに彼を撤退させ、後に解雇した
。
1年のブランクを経て、2013年はフランスのプライベーターであるSMGが開発した二輪駆動のバギー（総合8位）を、2014年は北米のジェフリーズが製造した二輪駆動バギーのシボレー・EVR VX101をドライブ（車両火災でリタイア）した。2014年からフランス人のベテランであるアレックス・ウィノックがナビを務めた。
2013年にX-raid MiniのAll4 Racingで世界初の四輪車による補助無しのバックフリップを成功させた。2014年にはGoProのYouTubeチャンネル企画で飛距離の記録更新に挑戦したが失敗。All4 Racingが10回転以上もするというあわや大惨事の事故であったが、パイプフレームの凄まじい安全性のおかげで軽症で済んだ。またこの時期、スケートボード界のレジェンドであるトニー・ホークとコラボした、ミニ・ジョン・クーパー・ワークスのCM動画も公開されている。
2015年〜2016年はX-raidに復帰。かつてナッサー・アルアティヤが製作・ドライブしたジェフリーズ・バギーをゼブラカラーにしてドライブし、勝つ見込みは薄いと承知しつつもX-raidの二輪駆動バギー研究に協力した。
その後会社経営とラリークロスに専念していたためブランクができたが、2021年のシルクウェイ・ラリーで南アフリカのセンチュリー・レーシングのバギーをドライブし総合優勝を果たした。
2022年ダカールには、2025年に水素自動車でダカールを制するという野望を胸に秘めて復帰。数年前にワークス撤退で中古となっていたプジョー・3008 DKRをベースにフォード製3.5リッターV6ツインターボエンジンを搭載し、バイオ燃料を用いる二輪駆動バギーの「GCKサンダー」で、ウィノックをナビに連れ戻した上で参戦するが、従来と異なり規定の変遷で不利となった二輪駆動の戦闘力に限界を感じたという（結果はリタイア）。
そこで、この年誕生のW2RC（世界ラリーレイド選手権）の第3戦ラリー・デュ・マロック（モロッコ）では、同じくフォード製V6ツインターボのバイオ燃料エンジンを搭載する、四輪駆動のプロドライブ・ハンターT1+の供給を受けてドライブし、総合優勝を果たした。
2023年もハンターで参戦。高速化したT1+の洗礼を受け、ジャンプの着地時の衝撃で意識を失った。すぐ回復するがその後も吐き気が止まらず一時病院に担ぎこまれるトラブルがあったが、続行し総合10位でフィニッシュした。ラリー・デュ・マロックではオーバードライブ・レーシングのトヨタ・ハイラックスT1+へ乗り換えている。
2023年時点のダカールでの通算ステージ勝利数は2回、自己最高位は総合5位。

### ラリークロス

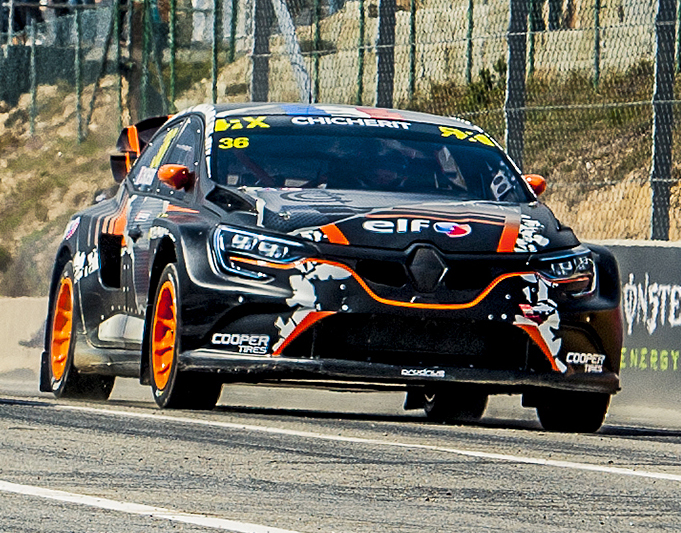
2018年ポルトガル

2015〜2016年に英国の日本車ショップであるJRMレーシングから、World RX（世界ラリークロス選手権）へMini・カントリーマンをドライブし欧州ラウンドにスポット参戦。
2017年はRX2クラスでフォース・パフォーマンスのルノー・クリオをドライブした。
2018年〜2020年に、新たに創設したプライベートチームの『GCKモータースポーツ』（俗にGCKコンペティションとも）から、プロドライブが開発したルノー・メガーヌのRXスーパーカーを運用してフル参戦。イベント最高4位、年間ランキング最高11位を記録した。
2021年はメガーヌで2戦のスポット参戦に留まった。
2022年末に往年の名車ランチア・デルタの中古車を改造してフルEV（電気自動車）化した「ランチア・デルタEVO-e RX」を持ち込み、話題を呼んだ。
翌2023年には新チーム『スペシャル・ワン・レーシング』として、WRC史上最強ドライバーのセバスチャン・ローブがデルタをドライブしてWorld RXへスポット参戦した。しかし7月の伝統のリッデンヒル戦でガレージが火事に見舞われ、揃えていた2台ともが消失してしまい、さらに大会自体がキャンセルされてしまうという悲劇に見舞われた。この火災の原因解明が進まず、RX1はこのシーズンを通してRX2車両で争われることとなった。

### 会社経営

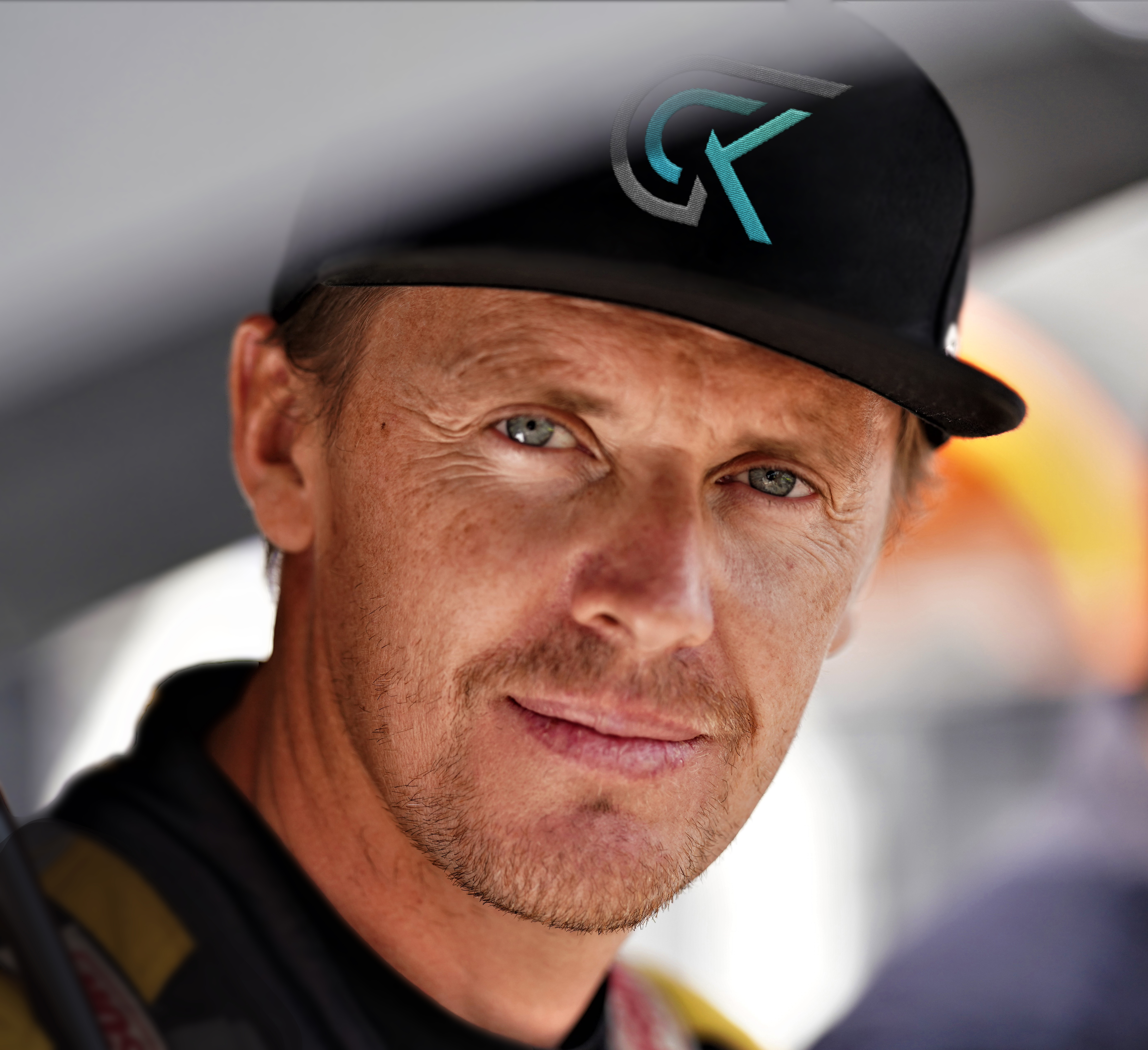
2019年GCKの帽子を被るシシェリ

シシェリはスキー板のブランド『CoreUpt』を立ち上げたがうまく行かず、2012年に破産した。
一方でアルペンスキー仲間と共に「レズ・エタンセル（Les Étincelles）」を立ち上げて不動産開発を成功させ、ホテル経営で富を築いた。
2017年に前述の通りレーシングチームの『GCKモータースポーツ』を設立。
2020年に水素をメインに輸送機器の脱炭素化を目指す『GCK（Green Corp Konnection）』を設立し、GCKモータースポーツを傘下に入れてGCKグループを形成した。
2023年にGCKは米国のアパッチ・オートモーティブ、さらにスペイン/ポルトガルの欧州車販売代理店のスポーツ&ユーと提携し、ハイブリッドシステムとバイオ燃料エンジンを搭載したグループT3車両「アパッチAPH-01」を開発し、マシュー・セラドリらをドライバーとしてバハ・ポルタルグレ500にデビューさせた。

## 人物
- TV番組『THE FALL GUYS』（邦題:俺たち賞金稼ぎ!!フォール・ガイ）のファンであり、主人公の名前「コルト」を息子に与えている。また2023年のトヨタ・GRダカールハイラックスT1+で、同番組で使われているピックアップトラックをオマージュしたカラーリングを用いている[24]。